# Hörsching
Hörsching ist eine Marktgemeinde in Oberösterreich im Bezirk Linz-Land im Zentralraum mit 6571 Einwohnern (Stand 1. Jänner 2025).

## Geografie
Hörsching liegt auf 294 m ü. A. im oberösterreichischen Zentralraum. Die Ausdehnung des Gemeindegebietes beträgt von Nord nach Süd 5,1 km, von West nach Ost 6,7 km. Die Gesamtfläche beträgt 19,9 km². 8,6 % der Fläche sind bewaldet, 71,2 % der Fläche sind landwirtschaftlich genutzt.

### Klima
|                        | Jan  | Feb  | Mär  | Apr  | Mai  | Jun  | Jul  | Aug  | Sep  | Okt  | Nov  | Dez  |   |      |
| Mittl. Temperatur (°C) | −1,2 | 0,1  | 4,6  | 9,4  | 14,5 | 17,3 | 19,3 | 18,9 | 14,2 | 9,1  | 3,7  | −0,1 | ⌀ | 9,2  |
| Mittl. Tagesmax. (°C)  | 1,6  | 3,9  | 9,5  | 15,4 | 20,6 | 23,1 | 25,5 | 25,0 | 19,9 | 14,0 | 6,7  | 2,3  | ⌀ | 14   |
| Mittl. Tagesmin. (°C)  | −3,9 | −3,1 | 0,8  | 4,7  | 9,5  | 12,3 | 14,1 | 14,0 | 10,2 | 5,8  | 1,3  | −2,4 | ⌀ | 5,3  |
|                        |      |      |      |      |      |      |      |      |      |      |      |      |   |      |
| Niederschlag (mm)      | 51   | 43   | 60   | 56   | 72   | 88   | 100  | 98   | 61   | 54   | 49   | 56   | Σ | 788  |
|                        |      |      |      |      |      |      |      |      |      |      |      |      |   |      |
| Luftfeuchtigkeit (%)   | 82,5 | 73,8 | 63,4 | 54,7 | 53,2 | 56,8 | 53,8 | 54,0 | 59,8 | 67,7 | 80,1 | 84,6 | ⌀ | 65,3 |

| −3,9 |

| −3,1 |

| 0,8 |

| 4,7 |

| 9,5 |

| 12,3 |

| 14,1 |

| 14,0 |

| 10,2 |

| 5,8 |

| 1,3 |

| −2,4 |

| −3,9 |

| −3,1 |

| 0,8 |

| 4,7 |

| 9,5 |

| 12,3 |

| 14,1 |

| 14,0 |

| 10,2 |

| 5,8 |

| 1,3 |

| −2,4 |

### Gemeindegliederung
Die einzige Katastralgemeinde der Gemeinde heißt – aus historischen Gründen – Neubau.

Das Gemeindegebiet umfasst folgende Ortschaften (in Klammern Einwohnerzahl Stand 1. Jänner 2025):
- Aistental (103) (auch Pasching)
- Breitbrunn (448)
- Frindorf (258)
- Gerersdorf (65)
- Haid (264)
- Holzleiten (242)
- Hörsching (2378) (Hauptort)
- Lindenlach (27)
- Neubau (1221)
- Öhndorf (777)
- Rudelsdorf (80)
- Rutzing (708)

Zählsprengel sind Hörsching-Dorf, Hörsching-Fliegerhorst, Hörsching-Umgebung-Nord, Hörsching-Neubau, Hörsching-Umgebung-Süd und Fliegerhorstsiedlung.
Der zuständige Gerichtsbezirk ist der Gerichtsbezirk Traun.

### Nachbargemeinden
| Kirchberg-Thening                           |                                             | Pasching |
| Oftering Marchtrenk (Bez. Wels-Land)        | Kompassrose, die auf Nachbargemeinden zeigt | Traun    |
| Weißkirchen an der Traun ∗ (Bez. Wels-Land) | Pucking                                     |          |

∗ Nur in einem Punkt inmitten der Traun

## Geschichte

### Ortsgeschichte
Die günstige Bodenlage und besonders die Nähe des Traunflusses waren wohl der Anlass, dass dieses Gebiet schon in der jüngeren Steinzeit ausgiebig besiedelt wurde. Das beweisen zahlreiche Funde aus dieser Epoche:
- in Rutzing ein Schuhleistenkeil, ein Gräberfeld mit 24 Körpergräbern samt Beigaben und einen zeitgleichen Wohnplatz nahe dem Gräberfeld.[2]
- in der Latènesiedlung Neubau (unter Denkmalschutz) Steinbeile[3]
- in Haid ein Lochbeil[2]
- in Holzleiten ein Körpergrab[2]
- in Öhndorf einen Steinhammer

Auch die folgenden Zeitepochen hinterließen fundierte Beweise. Dazu zählen die 88 frühbronzezeitlichen Hockergräber in Holzleiten und die frühbronzezeitliche Gräbergruppe in Rudelsdorf.
Bereits in der Römerzeit war Hörsching ein Garnisonsort. Beim Umbau der Kirche 1867 fand man alte Römerreliefs, und der Bau des heutigen Flughafens brachte Münzen, Kleinfunde und Körpergräber ans Tageslicht.
Das früheste Schriftzeugnis ist von 793 und lautet „Herigisingon“ und bedeutet Siedlung des Herigis.
Ursprünglich im Ostteil des Herzogtums Bayern liegend, gehörte der Ort seit dem 12. Jahrhundert zum Herzogtum Österreich. Seit 1490 wird er dem Fürstentum Österreich ob der Enns zugerechnet.
Während der Napoleonischen Kriege war der Ort mehrfach besetzt.
Seit 1918 gehört der Ort zum Bundesland Oberösterreich. Nach dem Anschluss Österreichs an das Deutsche Reich am 13. März 1938 gehörte der Ort zum Gau Oberdonau.
Der Fliegerhorst und die Kaserne wurden für die Luftwaffe der Wehrmacht errichtet. Der Spatenstich erfolgte durch Feldmarschall Hermann Göring am 13. Mai 1938 (gleichzeitig mit der Spatenstichfeier der Reichswerke Hermann Göring in Linz – später VÖEST).
Nach dem Ende des Zweiten Weltkriegs 1945 gehört Hörsching zur amerikanischen Besatzungszone im besetzten Nachkriegsösterreich und zum wiederhergestellten Bundesland Oberösterreich. Von der amerikanischen Militärverwaltung wurde ein DP-Lager eingerichtet zur Unterbringung sogenannter Vertriebenen. 1955 verließ der letzte amerikanische Soldat die Horstsiedlung.

### Bevölkerungsentwicklung
2013 lebten in der Gemeinde Hörsching 5.847 Menschen, womit Hörsching die achtgrößte der 22 Gemeinden des Bezirks war. Ende 2001 waren 93,7 Prozent der Bevölkerung österreichische Staatsbürger (Oberösterreich 92,8 Prozent, Bezirk Linz-Land 91,4 Prozent), bis zum Jahresbeginn 2013 sank der Wert leicht auf 91,2 Prozent (Oberösterreich 91,1 Prozent, Bezirk Linz-Land 89,0 Prozent). Insgesamt wurden 2013 in der Gemeinde 517 Ausländer gezählt, die zu 94 Prozent aus Europa stammten. Das größte Kontingent stellten Menschen mit einer Staatsbürgerschaft aus dem ehemaligen Jugoslawien (ohne Slowenien), die alleine 23 Prozent aller Ausländer ausmachten. Aus der Türkei stammten 16 Prozent der Ausländer. Von der Hörschinger Bevölkerung waren 2013 927 im Ausland geboren. Zur römisch-katholischen Kirche bekannten sich 2001 72,3 Prozent der Einwohner (Oberösterreich: 79,4 Prozent), 9,8 Prozent waren evangelisch, 11,2 Prozent ohne Bekenntnis und 3,8 Prozent islamischen Glaubens.
Der Altersdurchschnitt der Gemeindebevölkerung lag 2001 etwa im Landesdurchschnitt. 17,0 Prozent der Einwohner von Hörsching waren jünger als 15 Jahre (Oberösterreich: 18,8 Prozent), 63,9 Prozent zwischen 15 und 59 Jahre alt (Oberösterreich: 61,6 Prozent). Der Anteil der Einwohner über 59 Jahre lag mit 19,1 Prozent knapp unter dem Landesdurchschnitt von 20,2 Prozent. Der Altersdurchschnitt der Bevölkerung von Hörsching veränderte sich in der Folge in allen Segment. Der Anteil der unter 15-Jährigen sank per 1. Jänner 2013 leicht auf 14,9 Prozent, während sich der Anteil der Menschen zwischen 15 und 59 Jahren auf 68,4 Prozent deutlich erhöhte. Der Anteil der über 59-Jährigen sank hingegen auf 16,7 Prozent. Nach dem Familienstand waren 2001 40,9 Prozent der Einwohner von Hörsching ledig, 47,1 Prozent verheiratet, 6,2 Prozent verwitwet und 5,8 Prozent geschieden.
Die Gemeinde Hörsching verzeichnete zwischen dem späten 19. Jahrhundert und dem Jahr 1934 ein leichtes Bevölkerungswachstum, wobei die Steigerung in etwa im Durchschnitt des Landes Oberösterreichs und des Bezirks Linz-Land lag. Im Zuge des Zweiten Weltkrieges kam es auch für Bevölkerungsentwicklung von Hörsching zu einem starken Bevölkerungsanstieg. Einerseits wurde 1938 mit dem Bau des Militärflugplatzes begonnen, andererseits lebten ab 1940 französische Kriegsgefangene in einem Barackenlager. Ab 1941 lebten zudem rund 800 Polen im Lager Frindorf. Nach 1945 diente die von den Amerikanern besetzte Kaserne zudem als Lager für ehemalige KZ-Häftlinge, im Lager Hörsching kamen zudem mehr als 2.000 volksdeutsche Flüchtlinge aus Ost- und Südosteuropa unter. Zudem war Hörsching auch Sammelstelle für die Kriegsgefangenen in Oberösterreich. Auf Grund dieser Entwicklungen war die Bevölkerung bereits zwischen 1934 und 1939 um 36 Prozent sprunghaft angestiegen. Bis 1951 erhöhte sich die Einwohnerzahl nochmals um 48 Prozent. Zwar gingen die Wachstumsraten in der Folge zurück, die Einwohnerzahl stieg jedoch auch in den kommenden Jahrzehnten deutlich stärker als im Landesdurchschnitt und vergleichbar mit dem Bezirksschnitt. In den 1970er Jahren profitierte die Gemeinde vor allem von einem hohen Geburtenüberschuss und einem noch höheren Wanderungsplus. Auch in den 1980er Jahren blieb das Geburtenplus und das Wanderungsplus vergleichsweise hoch, wenngleich das Geburtenplus die Zuwanderung bereits überstieg. In den 1990er Jahren verzeichnete die Gemeinde eine negative Wanderungsbilanz, die Abwanderung konnte jedoch durch den Geburtenüberschuss mehr als ausgeglichen werden. Die Abwanderung konnte seit der Jahrtausendwende gestoppt und wieder in eine hohe Zuwanderung geändert werden. Dafür wies die Gemeinde zwischen 2002 und 2012 eine negative Geburtenbilanz auf.

## Kultur und Sehenswürdigkeiten

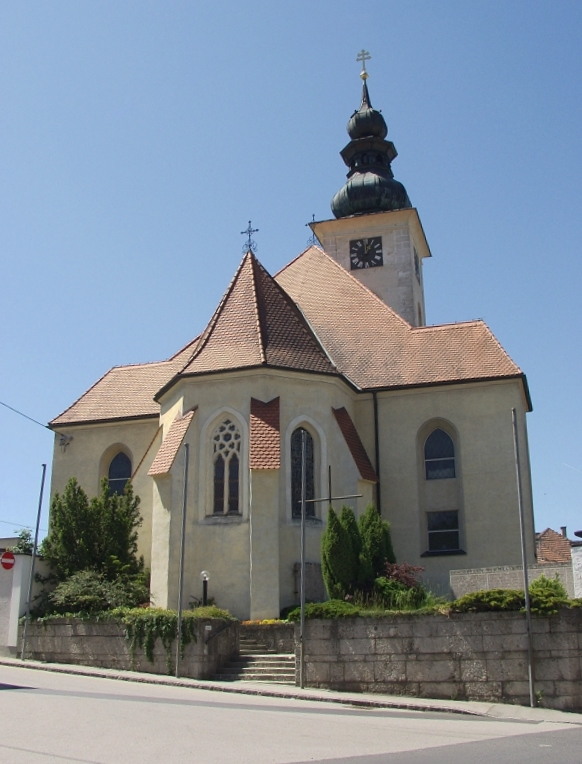
Pfarrkirche Hörsching

- Katholische Pfarrkirche Hörsching hl. Jakob

## Wirtschaft und Infrastruktur

### Arbeitsstätten und Beschäftigte
Hörsching beherbergte 2001 zwei Betriebe mit 200 oder mehr Beschäftigten sowie zusätzlich acht Betriebe mit 100 oder mehr Beschäftigten. Insgesamt ergab die im Rahmen der Volkszählung durchgeführte Arbeitsstättenzählung 291 Arbeitsstätten mit 4.851 Beschäftigten (ohne Landwirtschaft), wobei 96 Prozent unselbständig Beschäftigte waren. Die Anzahl der Arbeitsstätten war dabei gegenüber dem Jahr 1991 um 92 (plus 46 Prozent) gestiegen, die Anzahl der Beschäftigten um 1.434 Person (plus 42 Prozent). Wichtigster Wirtschaftszweig war 2001 das Verkehrswesen und die Nachrichtenübermittlung mit 60 Arbeitsstätten und 1.425 Beschäftigten (29 Prozent aller Beschäftigten) vor der Öffentlichen Verwaltung bzw. der Sozialversicherung mit sechs Arbeitsstätten mit 1.002 Beschäftigten (21 Prozent) und der Sachgütererzeugung mit 36 Arbeitsstätten und 867 Beschäftigten (18 Prozent). Weitere wichtigen Branchen waren der Handel, das Realitätenwesen/die Unternehmensdienstleistungen und das Bauwesen. 59 Prozent der in Hörsching Beschäftigten waren Angestellte oder Beamte, 34 Prozent Arbeiter und 4 Prozent Betriebsinhaber.
Von den in Hörsching 2010 lebenden 3.151 Erwerbspersonen waren 4,1 Prozent arbeitslos. Von den 3.022 Erwerbstätigen waren 584 im Handel und 583 in der Sachgütererzeugung (je 19 Prozent) beschäftigt, dahinter folgte die Öffentliche Verwaltung und das Gesundheits- und Sozialwesen mit je 8 Prozent. Von den 2.953 Erwerbstätigen aus Hörsching (ohne temporär von der Arbeit abwesende Personen erwerbstätigen Einwohnern) gingen 2010 671 Personen in Hörsching ihrer Beschäftigung nach. 2.282 bzw. 77 Prozent mussten zur Arbeit auspendeln. Von den Auspendlern hatten 36 Prozent ihre Arbeitsstätte im Bezirk Linz-Land und 35 Prozent in Linz. Wichtigste Auspendlergemeinden neben Linz waren Traun, Wels, Leonding und Pasching. Im Gegenzug pendelten 5.352 Menschen nach Hörsching ein.

### Land- und Forstwirtschaft
Die Statistik wies für die Gemeinde Hörsching 2010 43 land- und forstwirtschaftliche Betriebe aus. Darunter befanden sich 17 Haupterwerbsbetriebe und 25 Nebenerwerbsbetriebe. Die Gesamtbetriebszahl war gegenüber 1999 um 11 Betriebe bzw. 20 Prozent gesunken, wobei die sowohl die Zahl der Haupt- als auch der Nebenerwerbsbetriebe zurückgegangen war. Gemeinsam bewirtschafteten die Betriebe 2010 insgesamt 2.466 Hektar Fläche, wobei nur 39 Prozent der Fläche von Haupterwerbsbetriebe bewirtschaftet wurden. Die Durchschnittsfläche der Haupterwerbsbetriebe lag dabei mit 56 Hektar deutlich höher als der oberösterreichische Durchschnitt.

### Verkehr
1835 wurde die Pferdeeisenbahn Budweis–Linz–Gmunden der k.k. privilegierte Erste Eisenbahngesellschaft eröffnet (Umspannstation Neubau), 1860 die Trasse von der seinerzeitigen k.k. privilegierte Kaiserin Elisabeth-Bahn für die heutige Westbahn verlegt, und in Aistental eine Haltestelle Aistental geschaffen.

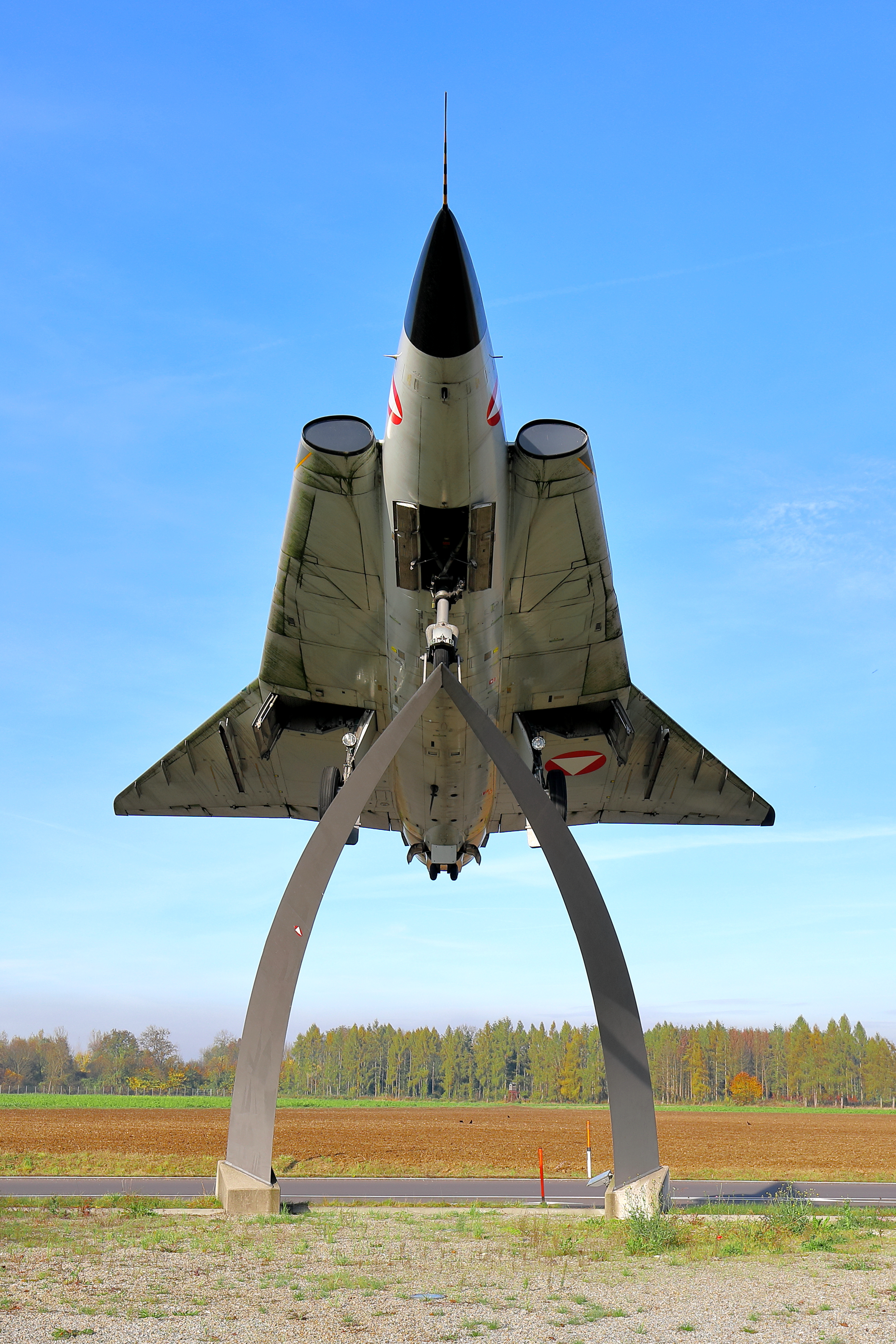
Saab Draken als Schauobjekt an der neue errichteten Umfahrung (2010).

Wichtigste Straßenverbindung auf dem Gemeindegebiet ist die Wiener Straße (B 1), die von Nordosten nach Südwesten das Gemeindegebiet durchläuft. Von ihr zweigt zudem die Theninger Straße (B 133) nach Norden ab. Als zusätzliche Aufschließungsstraße dient die Ofteringer Straße (L 532), die von der Gemeinde Oftering über Hörsching bis zur Wiener Straße verläuft.
Nach rund 20 Jahren Planung wurde ab 2008 die 3,6 Kilometer lange Umfahrung von Neubau mit einem  374 Meter langen zweiröhrigen Grüntunnel und einem Kostenaufwand von 36,4 Millionen Euro errichtet und am 26. September 2010 erfolgte die feierliche Verkehrsfreigabe. Durch diese Umfahrung erfolgte eine Verkehrsumlagerung von rund 18.000 Fahrzeugen. Im Zuge der Errichtung dieser Umfahrung wurde 2009/2010 zwischen der Zufahrtsstraße zum Fliegerhorst Vogler und der B1 die Saab Draken J 35D (J 35OE) mit der Seriennummer 35-340 (Serialnummer 35-1411) als Schauobjekt aufgestellt. Dieser Abfangjäger wurde um 1965 gefertigt, am 14. Okt. 1988 dem Österreichischen Bundesheer überstellt und im April 2005 ausgemustert.

### Flughafen

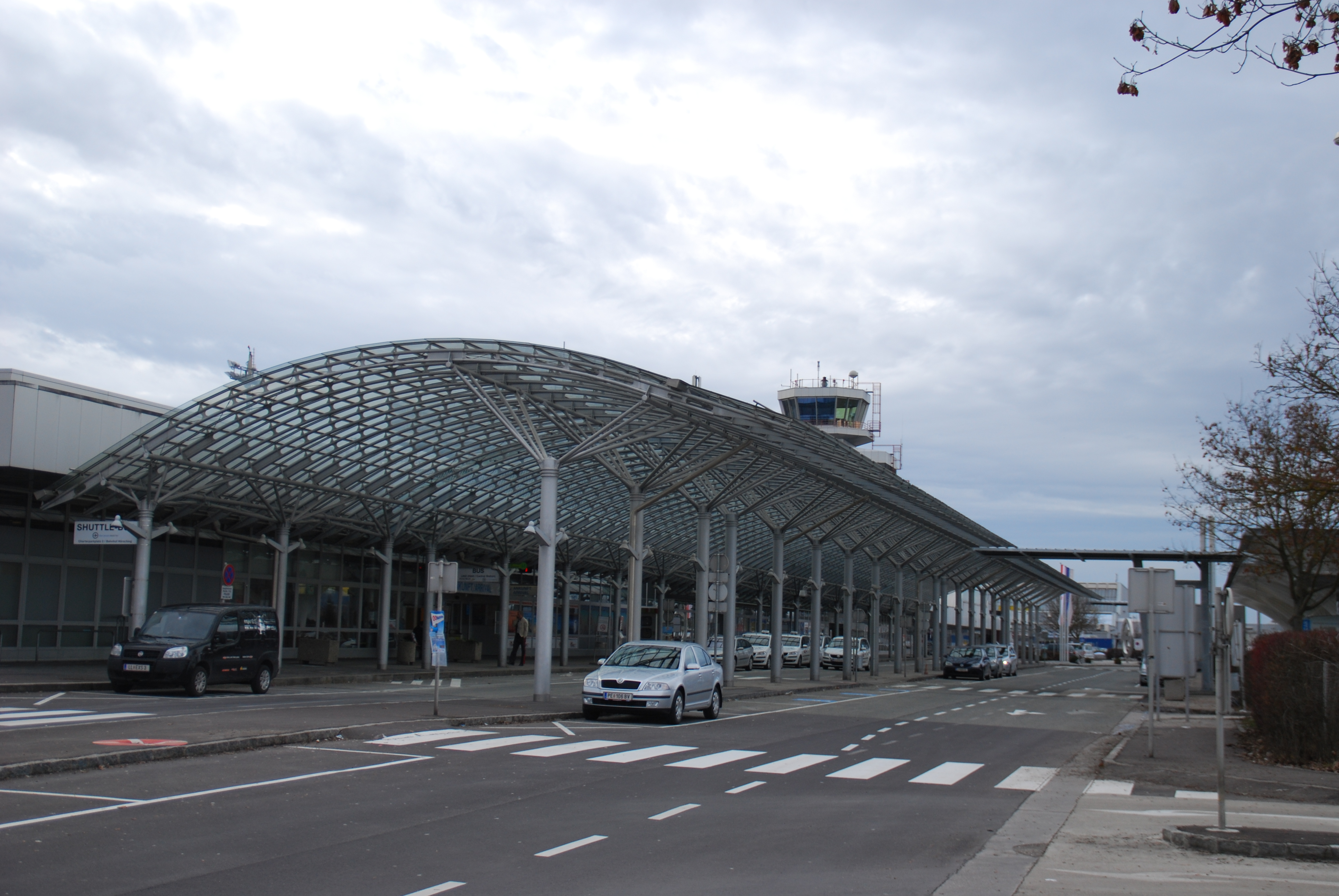
Flughafen Linz

Ein bedeutender Wirtschaftsfaktor ist der Flughafen Linz, der auf dem Gemeindegebiet von Hörsching liegt. Mit über 100 Unternehmen ist der Flughafen Linz der größte Wirtschaftspark in Oberösterreich. Die Flughafen GmbH beschäftigt 160 Mitarbeiter. Er ist nach dem Flughafen Wien-Schwechat der zweitgrößte Frachtflughafen Österreichs.
Er entstand aus dem Fliegerhorst, der nach dem Anschluss Österreichs 1938 gebaut wurde. Heute ist der Fliegerhorst Vogler einer der großen Standorte des österreichischen Bundesheeres und dem zivilen Flughafen angegliedert.

### Bildung
Die Volksschule Hörsching beherbergte 2013 13 Klassen mit 236 Schülern, wobei 27 Prozent der Schüler Ausländer waren und 64 Schüler mit einer anderen Erstsprache als Deutsch die Schule besuchten. Neben der Volksschule existiert in der Gemeinde auch eine Hauptschule, die zwischen 1963 und 1965 von der Gemeinde Hörsching unter dem damaligen Bürgermeister Adolf Jarosch erbaut wurde. Erstmals unterrichtet wurde in der Schule im September 1964. Im ersten Schuljahr gab es in der Hauptschule vier Klassen mit 125 Schülern, im Schuljahr 2012/13 wurde die Schule von 197 Schülern in 10 Klassen besucht. Seit dem Schuljahr 2014/15 wird nach der neuen Mittelschule unterrichtet.

## Politik

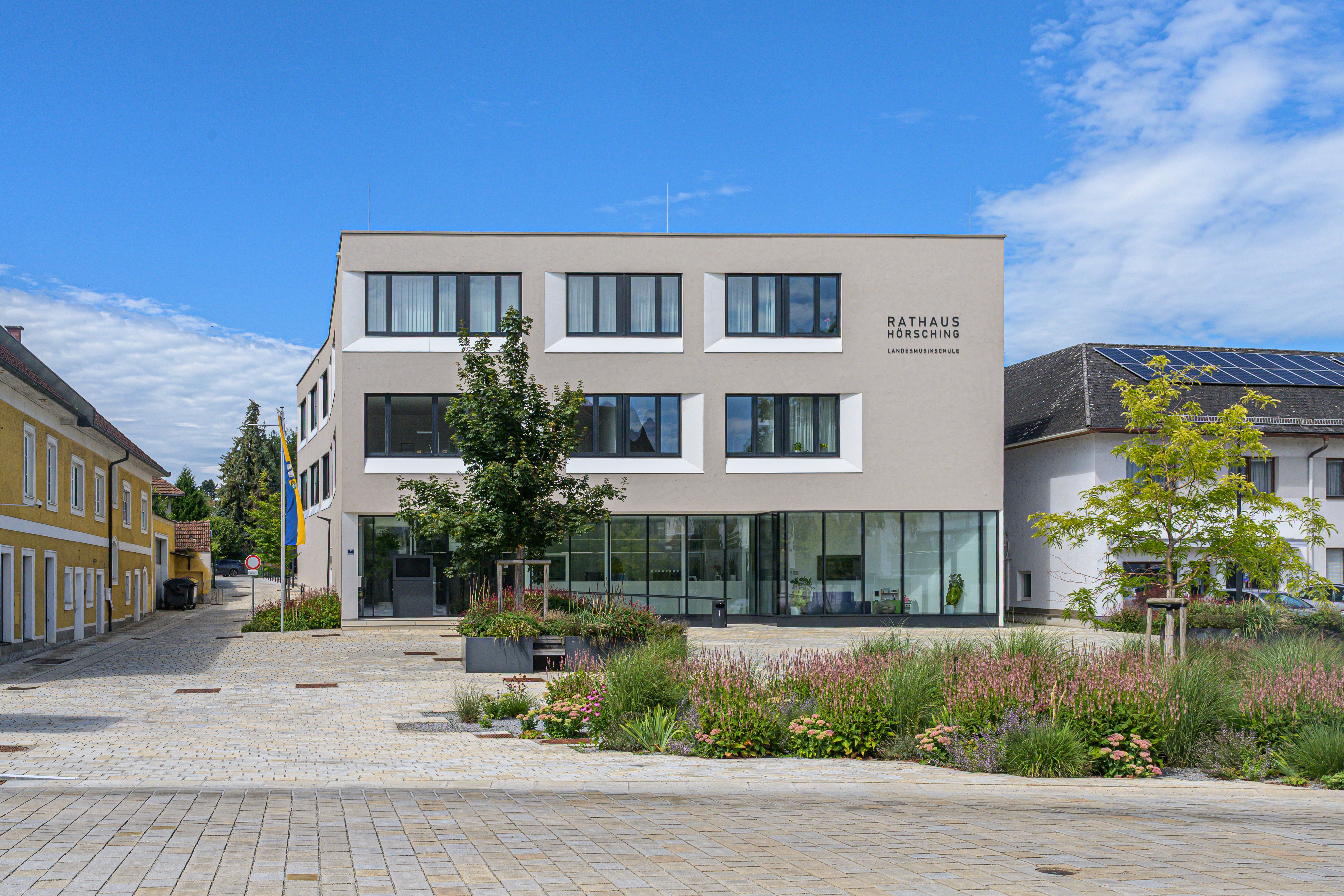
Rathaus Hörsching

Der Gemeinderat als oberstes Gremium der Gemeinde umfasst 31 Sitze und wird alle sechs Jahre im Zuge oberösterreichweiter Gemeinderatswahlen gewählt. Der Gemeindevorstand setzt sich aus sieben Mitgliedern zusammen, wobei die Österreichische Volkspartei (ÖVP) seit 2009 drei Mitglieder, die Sozialdemokratische Partei Österreichs (SPÖ) drei Mitglieder und die Freiheitliche Partei Österreichs (FPÖ) ein Mitglied stellt. Stärkste Kraft in der Gemeindepolitik war zwischen 1973 und 2003 immer die SPÖ, die zwischen 1973 und 1985 die absolute Stimmenmehrheit erreichte und bis 1991 auch über eine absolute Mandatsmehrheit verfügte. Ihr bestes Ergebnis hatte die SPÖ 1985 mit 62,0 Prozent. Die ÖVP belegte in dieser Zeit mit Ergebnissen zwischen 25,7 und 37,1 Prozent jeweils den zweiten Platz, die FPÖ war bis 1997 immer drittstärkste Kraft. Ursprünglich immer nur mit einem Mandat im Gemeinderat vertreten konnte die FPÖ 1997 mit 21,2 Prozent ihr bisher bestes Ergebnis erreichen und vier Mandate erzielen. Neben diesen drei Parteien war ab 1991 auch die „Liste Hörsching“ im Gemeinderat vertreten. Die Liste Hörsching kam zwischen 1991 und 1997 auf Ergebnisse zwischen 9 und 12 Prozent und belegte mit drei Mandaten den vierten Platz. Nachdem die Liste Hörsching in den Grünen Hörsching aufgegangen waren, wurden die Grünen trotz des knappen Verfehlens des dritten Mandats drittstärkste Kraft vor der FPÖ.
Die letzten Wahlen ergaben folgende Ergebnisse:
| Partei | 2021    | 2021    | 2015  | 2015    | 2009  | 2009    | 2003  | 2003    |
| Partei | Prozent | Mandate | %     | Mandate | %     | Mandate | %     | Mandate |
| ------ | ------- | ------- | ----- | ------- | ----- | ------- | ----- | ------- |
| ÖVP    | 47,00   | 15      | 46,68 | 15      | 39,77 | 13      | 31,74 | 10      |
| SPÖ    | 28,66   | 9       | 24,98 | 8       | 34,08 | 11      | 51,99 | 17      |
| FPÖ    | 14,36   | 4       | 19,15 | 6       | 14,39 | 4       | 7,24  | 2       |
| GRÜNE  | 9,97    | 3       | 9,19  | 2       | 11,76 | 3       | 9,03  | 2       |

### Bürgermeister
- bis 2009 Anton Korepp (SPÖ)
- 2009–2019  Gunter Kastler (ÖVP)[25]
- seit 2019 Klaus Wahlmüller (ÖVP)[26]

Sonstige Wahlen
Analog zum guten Abschneiden bei Gemeinderatswahlen konnte die SPÖ bei Landtagswahlen zwischen 1973 und 1991 den ersten Platz belegen. Von 1973 bis 1979 erzielte sie sogar eine absolute Stimmenmehrheit mit rund 54 Prozent. Nachdem die SPÖ 1991 noch knapp vor der ÖVP gelegen war, konnte die ÖVP im Jahr 1997 die SPÖ wiederholen. 2003 war jedoch neuerlich die SPÖ stimmenstärkste Partei. Die SPÖ kam zwischen 1973 und 2003 auf 29,9 bis 54,2 Prozent, die ÖVP auf Ergebnisse zwischen 37,4 bis 42,2 Prozent. Drittstärkste Kraft bei Landtagswahlen war mit einer Ausnahme immer die FPÖ, deren Wahlergebnisse zwischen 3,8 und 23,2 Prozent lagen. 2003 konnte die Grünen die FPÖ in der Gemeinde überholen. Bei der letzten Landtagswahl 2009 konnte die ÖVP mit 47,3 Prozent erneut Erster werden und ihr bisher bestes Ergebnis verzeichnen. Die SPÖ verbuchte mit 25,1 Prozent ihr bisher schlechtestes Ergebnis. Die FPÖ kam mit 16,1 Prozent auf ihr bisher drittbestes Ergebnis seit 1973, die Grünen konnten mit 8,1 Prozent ihr bisher zweitbestes Ergebnis holen.

### Wappen
Offizielle Blasonierung des Gemeindewappens:
Über grünem Schildfuß und goldenem Balken, beide belegt mit einem achtspeichigen, oben grünen und unten silbernen Rad ohne Achsloch, in Blau übereinander zwei silberne, gegengewendete Flügel.
Die Gemeindefarben sind Blau-Gelb.

## Persönlichkeiten

### Söhne und Töchter der Gemeinde
- Berthold Roithner (1897–1967), Politiker (SPÖ)
- Fritz Ertl (1908–1982), Architekt und Bauhausschüler, stellvertretender Leiter der SS-Zentralbauleitung im KZ Auschwitz
- Josef Pühringer (1910–1989), Politiker (ÖVP)
- Frederick H. Sheldon (* 1951), Ornithologe
- Markus Kral (* 1963), Antiquitätenhändler

### Mit der Gemeinde verbundene Persönlichkeiten
- Andie Gabauer (* 1969), Sänger, Gitarrist und Komponist
- Peter McDonald (* 1973), Politiker (ÖVP)
- Athanasius Recheis OSB (1926–2006), 6. Abt von Stift Seckau, Bruder von Käthe Recheis
- Käthe Recheis (1928–2015), Kinder- und Jugendbuchautorin